# Little David

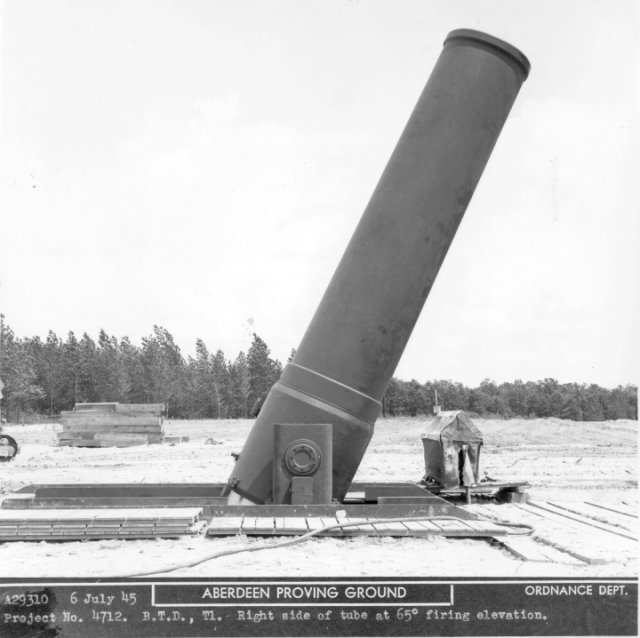
Little David, 65° aufgerichtet, Aberdeen Proving Ground, Juli 1945

Little David war die Bezeichnung eines experimentellen US-amerikanischen schweren Mörsers aus der Zeit des Zweiten Weltkrieges.

## Geschichte

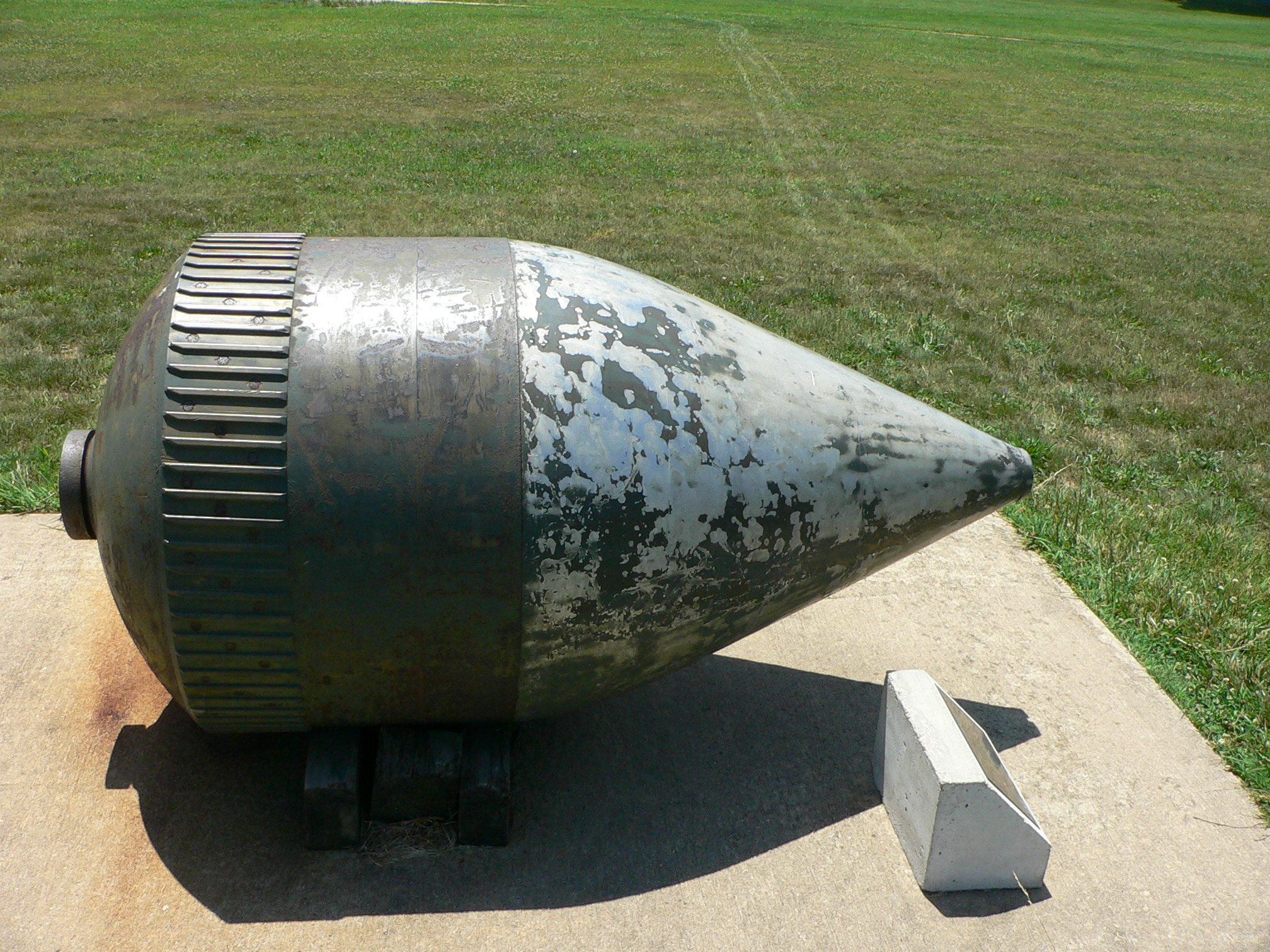
Gerillter Drallführungsring bei einer Granate des schweren Mörsers Little David

Ursprünglich entstand Little David unter der Bezeichnung Bomb Testing Device T1 als Abschussgerät für schwere Fliegerbomben, um deren Wirkung zu testen. Little David hatte das extrem große Kaliber von 914 mm (36 in). Das war neben dem Mallet Mörser das größte jemals verwendete Kaliber. Little David wurde entwickelt, weil ein Abwurf durch Flugzeuge zu ungenau erschien. Die Bomben wurden durch Zünden einer Treibladung abgeschossen und schlugen gezielt im anvisierten Bereich ein. Zum Ende des Krieges – im Zuge der geplanten Besetzung des stark befestigten japanischen Festlandes – entstand die Idee, Little David zum Beschuss japanischer Festungen einzusetzen. Um eine 914-mm-Mörsergranate verschießen zu können, musste der Mörser modifiziert werden. Da die Versuchsreihe aber zum Ende des Krieges noch nicht abgeschlossen war, kam Little David nicht mehr zum Einsatz. Nur ein Prototyp wurde gebaut. 

## Technik
Um den Mörser in Feuerstellung zu bringen, wurde eine große Stahlbox in die Erde eingegraben. Anders konnte der Rückstoß nicht aufgefangen werden. Für alle Arbeiten, den Mörser nach einem Antransport feuerbereit zu machen, wurden zwölf Stunden veranschlagt. Der Mörser wurde mit einem Spezialkran von vorne geladen, wobei das Rohr zum Laden komplett abgesenkt werden musste. Wegen des Ladevorgangs zählt er zu den Vorderladern. Die Geschosse besaßen an die Züge des Rohres angepasste Drallführungsringe. Der Rohrrücklauf verfügte über keinen Rückholer; nach dem Schuss wurde das Rohr durch hydraulische Pumpen wieder in die Ausgangslage gebracht. Der aufwändige Ladevorgang sowie das Gewicht der Geschosse und des Mörsers hätten sich unter Gefechtsbedingungen sehr ungünstig ausgewirkt. Auch war die Schussweite zu gering. Bei einem etwaigen Durchbruch feindlicher Kräfte wäre Little David dem Gegner praktisch ohne Gegenwehr in die Hände gefallen. Die Einschlagwirkung des Mörsers war aber enorm.

## Technische Daten
- Kaliber: 914 mm
- Gefechtsgewicht: 82.808 kg
- Höhenrichtbereich: +45° … +65°
- Geschossgewicht gesamt: 1678 kg
- Masse der Sprengstoffladung: 726 kg
- Reichweite: 8700 m